# John Ogilvie
John Ogilvie, född 1579 i Drum-na-Keith, Banffshire, Skottland, död 10 mars 1615 vid Glasgow Cross, Glasgow, Skottland, var en skotsk romersk-katolsk präst och martyr. John Ogilvie vördas som helgon inom Romersk-katolska kyrkan. Hans minnesdag firas den 10 mars.

## Biografi
John Ogilvie uppfostrades som kalvinist, men upptogs i Romersk-katolska kyrkan 1596. Tre år senare anslöt han sig till Jesuitorden och kom att verka i Österrike, främst i Graz och Wien. Ogilvie prästvigdes i Paris 1610 och efter att ha tjänat i Frankrike återvände han 1613 till Skottland.
Ogilvie tjänade de katoliker som efter den skotska reformationen återstod i området runt Glasgow. Det hade efter 1560 blivit förbjudet att predika och undervisa i den katolska läran samt att fira eukaristin i Skottland. Ogilvie firade mässan hemma hos katoliker och bedrev själavård.
1614 blev Ogilvie angiven och arresterad. Ärkebiskopen John Spottiswoode lät kasta Ogilvie i fängelse, där han under tortyr beordrades att avsvära sig sin katolska tro, ge upp sin trohet gentemot påven och ange sina katolska medarbetare. Ogilvie vägrade att tillmötesgå kraven och dömdes till slut till döden och avrättades genom hängning i mars 1615.